# Phú Mỹ, Thủ Dầu Một
Phú Mỹ là một phường thuộc thành phố Thủ Dầu Một, tỉnh Bình Dương, Việt Nam.

## Địa lý
Phường nằm ở phía đông bắc thành phố Thủ Dầu Một, có vị trí địa lý:
- Phía đông giáp phường Phú Tân
- Phía tây giáp phường Định Hòa và phường Hòa Phú
- Phía nam giáp phường Phú Lợi và phường Hiệp Thành
- Phía bắc giáp phường Hòa Phú.

Phường Phú Mỹ có diện tích 6,30 km², dân số năm 2021 là 24.360 người, mật độ dân số đạt 3.867 người/km².

## Hành chính
Phường Phú Mỹ được chia thành 8 khu phố: 1, 2, 3, 4, 5, 6, 7, 8.

## Lịch sử
Sau năm 1975, Phú Mỹ là một xã thuộc huyện Châu Thành cũ.
Ngày 11 tháng 3 năm 1977, huyện Châu Thành giải thể, xã Phú Mỹ chuyển sang trực thuộc thị xã Thủ Dầu Một.
Ngày 9 tháng 6 năm 2008, Chính phủ ban hành Nghị định số 73/2008/NĐ-CP. Theo đó:
- Điều chỉnh 53,44 ha diện tích tự nhiên của xã Phú Mỹ về phường Phú Lợi quản lý
- Thành lập phường Phú Mỹ trên cơ sở toàn bộ diện tích và dân số của xã Phú Mỹ.

Sau khi thành lập, phường Phú Mỹ có 1.287,67 ha diện tích tự nhiên và 11.345 người.
Ngày 11 tháng 8 năm 2009, Chính phủ ban hành Nghị quyết số 36/NQ-CP. Theo đó:
- Điều chỉnh 350 ha diện tích tự nhiên và 250 người của phường Phú Mỹ về phường Hòa Phú mới thành lập
- Điều chỉnh 310,30 ha diện tích tự nhiên và 551 người của phường Phú Mỹ về phường Phú Tân mới thành lập.

Sau khi điều chỉnh địa giới hành chính, phường còn lại 792,99 ha diện tích tự nhiên và 12.151 người.